# Ares Vallis
Pour les articles homonymes, voir Ares (homonymie).
Ares Vallis est une vallée martienne située par 10,29° N, 334,39° E (autre carte 10,29° N et 334,39° E). Arès est le mot grec pour désigner Mars.
Ares Vallis est situé au nord-est de Valles Marineris et se jette dans Chryse Planitia.
Le  site d'atterrissage de Pathfinder est situé précisément à 19,33° N, 326,45° E.
Certaines formations rocheuses semblent être des îlots sédimentaires façonnés par le courant dans la région d'Ares Vallis.

## Carte
| Airy-0 Alba Patera Olympus Mons Biblis Tholus Uranius Mons Ceraunius Tholus Ascraeus Mons Pavonis Mons Arsia Mons Tharsis Tholus Hecates Tholus Elysium Mons Albor Tholus Apollinaris Patera Noctis Labyrinthus Candor Chasma Valles Marineris Kasei Vallis Shalbatana Vallis Ganges Chasma Ares Vallis Nili Fossae Ma'adim Vallis Argyre Planitia Hellas Planitia Arcadia Planitia Amazonis Planitia Terra Sirenum Solis Planum Tempe Terra Issedon Paterae Aonia Terra Vastitas Borealis Meridiani Planum Noachis Terra Utopia Planitia Acidalia Planitia Arabia Terra Syrtis Major Tyrrhena Terra Hesperia Planum Elysium Planitia Promethei Terra Terra Cimmeria |

1. ↑  Gazetteer of Planetary Nomenclature (base de données), IAU.